# RALBP1
RALBP1‏ (RalA binding protein 1) هوَ بروتين يُشَفر بواسطة جين RALBP1 في الإنسان.

## التفاعل
لقد ثبت أن RALBP1 يتفاعل مع:
- Cyclin B1،[3]

- HSF1،[4]
- RALA،[5][6][7]
- RALB،[5][8]
- REPS2.[7]